# Saint-Sulpice-Laurière
Saint-Sulpice-Laurière ist eine Gemeinde in Frankreich. Sie gehört zur Region Nouvelle-Aquitaine, zum Département Haute-Vienne, zum Arrondissement Limoges und zum Kanton Ambazac. Die Bewohner nennen sich Saint-Sulpicien oder Saint-Sulpicienne. 

## Lage
Die Gemeinde liegt am Fluss Rivalier, einem Nebenfluss des Ardour.
Die Nachbargemeinden heißen La Jonchère-Saint-Maurice, Bersac-sur-Rivalier, Saint-Léger-la-Montagne, Folles, Jabreilles-les-Bordes und Laurière.

## Bevölkerungsentwicklung
| Jahr      | 1962 | 1968 | 1975 | 1982 | 1990 | 1999 | 2005 | 2008 | 2010 | 2013 |
| --------- | ---- | ---- | ---- | ---- | ---- | ---- | ---- | ---- | ---- | ---- |
| Einwohner | 1582 | 1459 | 1330 | 1200 | 1046 | 881  | 941  | 918  | 866  | 857  |

## Kirchen
- Kirche Saint-Sulpice, datiert auf das 13. Jahrhundert, seit dem 16. Dezember 1982 ein Monument historique
- Kirche Notre-Dame de la voie, erbaut im 20. Jahrhundert, steht beim Bahnhof

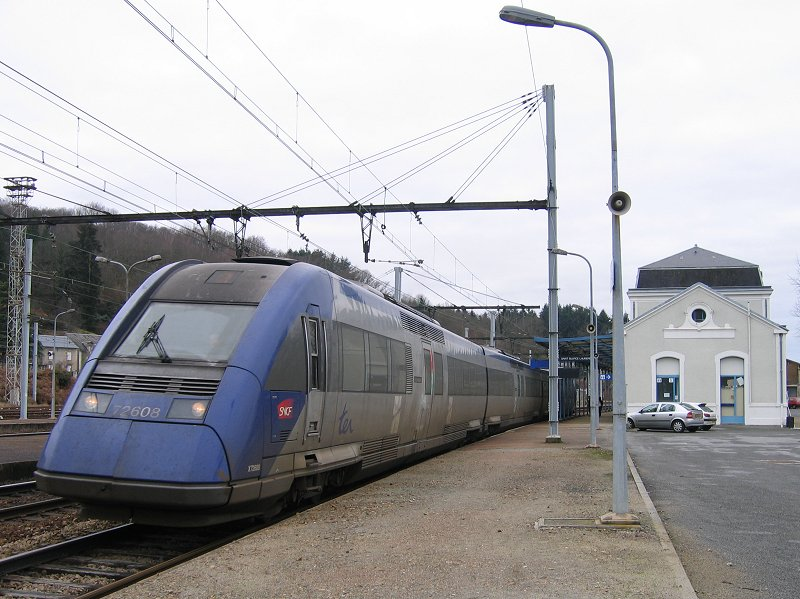
Bahnhof
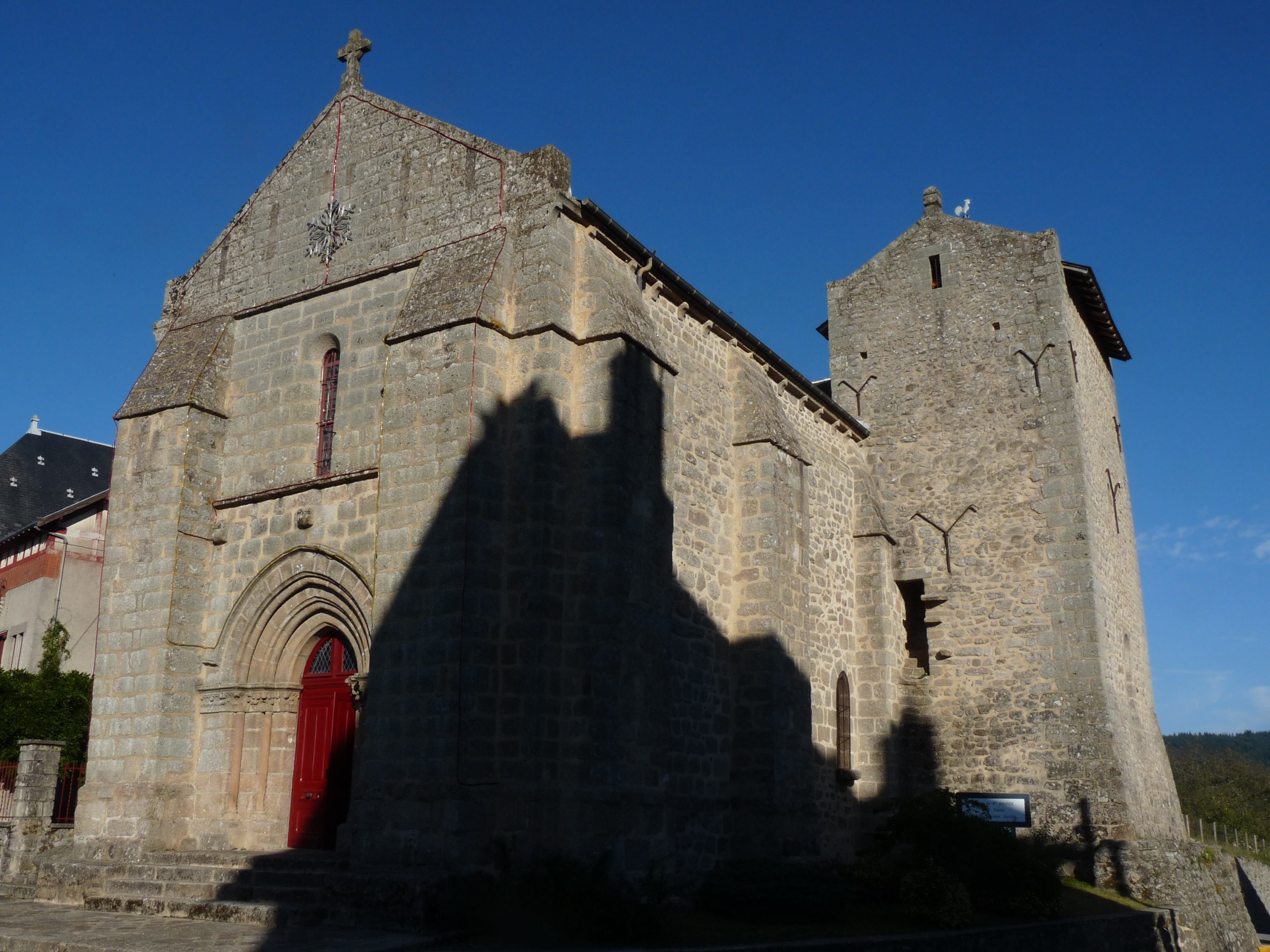
Kirche Saint-Sulpice

## Verkehr
In Saint-Sulpice-Laurière befindet sich ein Eisenbahnknotenpunkt. Die Eisenbahnlinien verlaufen nach Montluçon, Montauban und Fleury-les-Aubrais. Der Bahnhof von Saint-Sulpice war einer der Drehorte des Films La belle saison – Eine Sommerliebe.

## Persönlichkeiten
- Jacques Ary (1919–1974), Kampfsportler, Musiker, Schauspieler und Drehbuchautor